# Lars Edström (ishockeyspelare)
Lars Edström, född 16 juli 1966 i Glommersträsk, Arvidsjaurs kommun, är en svensk före detta professinell ishockeyspelare (vänsterforward). Klubbar han spelade i sin karriär var Piteå IF, Piteå HC, Luleå HF och Frölunda HC. 
I NHL Entry Draft 1992 valdes Edström av Minnesota North Stars, som 202:a totalt.